# Giro del Lazio 2004
Il Giro del Lazio 2004, settantesima edizione della corsa, si svolse il 18 settembre 2004 su un percorso di 196 km. La vittoria fu appannaggio dello spagnolo Juan Antonio Flecha, che completò il percorso in 4h44'53", precedendo l'italiano Gilberto Simoni e il tedesco Jan Ullrich.
Sul traguardo di Nettuno 99 ciclisti, su 176 partenti da Rieti, portarono a termine la competizione.

## Ordine d'arrivo (Top 10)
| Pos. | Corridore           | Squadra         | Tempo    |
| ---- | ------------------- | --------------- | -------- |
| 1    | Juan Antonio Flecha | Fassa Bortolo   | 4h44'53" |
| 2    | Gilberto Simoni     | Saeco           | s.t.     |
| 3    | Jan Ullrich         | T-Mobile Team   | s.t.     |
| 4    | Marco Serpellini    | Gerolsteiner    | s.t.     |
| 5    | Rinaldo Nocentini   | Acqua & Sapone  | s.t.     |
| 6    | Massimo Giunti      | Domina Vacanze  | s.t.     |
| 7    | Gabriele Missaglia  | Barloworld      | s.t.     |
| 8    | Dario Frigo         | Fassa Bortolo   | s.t.     |
| 9    | Andrea Noè          | Alessio-Bianchi | s.t.     |
| 10   | Luca Mazzanti       | Panaria         | s.t.     |